# Дяо (фамилия)
Дяо — китайская фамилия (клан). Значение иероглифа — «хитрый». Вьетнамское произношение — Дьеу (Điêu).

## Известные Дяо 刁
- Дяо Ли (刁协, ? — 322 г.) — исторический персонаж времён Войны Восьми Принцев (кит. Ба ван чжи луань) и начала Восточной Цзинь (переноса столицы Цзинь в гор. Цзянькан).
- Дяо Юйчжи (刁愈之 , 1919—1999) — высокопоставленный деятель Народно-освободительной Армии Китая. Уроженец провинции Шаньдун. Член КПК с 1937 года.[1]